# Cycnium adonense
Cycnium adonense là loài thực vật có hoa thuộc họ Cỏ chổi. Loài này được E.Mey. ex Benth. mô tả khoa học đầu tiên năm 1836.